# Chiesa di Santo Stefano (Entrammes)
La chiesa di Santo Stefano d'Entrammes (in francese église Saint-Étienne d'Entrammes) è una chiesa cattolica sita ad Entrammes, nel dipartimento della Mayenne nella regione dei Paesi della Loira.

## Storia

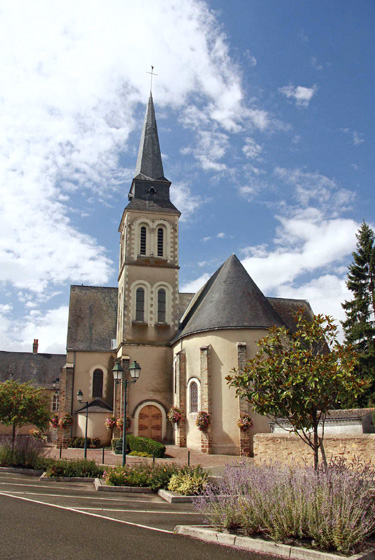
La chiesa vista da un'altra angolazione

L'edificio è stato costruito attorno al VII secolo sulle rovine delle antiche terme gallo-romane, scoperte nel 1987.
Le antiche pareti della chiesa paleocristiana sono state rase al suolo per ottenere un solo edificio. Dell'antica chiesa restano solamente una scala che porta al presbiterio e la base del pulpito.